# Iolanda de Borgonha
Iolanda de Borgonha, também conhecida como Iolanda II de Nevers (em francês:  Yolande de Bourgogne; c. 1247/1248/49 — 2 de junho de 1280) foi suo jure condessa de Nevers, baronesa de Donzy, e senhora de Saint-Aignan.

## Família
Iolanda era a filha primogênita da condessa Matilde II de Bourbon e de Eudo de Borgonha. Seus avós paternos eram Hugo IV, Duque da Borgonha e Iolanda de Dreux, sua primeira esposa. Seus avós maternos eram Arcambaldo IX de Bourbon e Iolanda de Châtillon.
Ela tinha duas irmãs mais novas: Margarida, condessa de Tonnerre, e rainha da Sicília como esposa de Carlos I da Sicília, e Adelaide, condessa de Auxerre, esposa de João II de Châlon, Senhor de Rochefort.

## Biografia
Em 8 de junho de 1258, em Valenciennes, foi assinado o contrato de casamento entre Iolanda e João Tristão de França, futuro conde de Valois, filho do rei Luís IX de França e de Margarida da Provença. A cerimônia ocorreu em junho de 1265.
A mãe de Iolanda, Matilde, condessa de Nevers, Auxerre e Tonnerre, faleceu em 1262. Como filha mais velha, ela reivindicou todos os títulos. Entretanto, o parlamento francês dividiu os títulos entre as irmãs: Margarida, ficou com o condado de Tonnerre, Adelaide, com Auxerre, e Iolanda adquiriu Nevers, além do Castelo de Druyes.
A condessa e seu marido não tiveram filhos. João Tristão morreu durante a Oitava Cruzada, em 1270, em Tunes.
Em 1272, após a morte de seu avô materno, o duque Hugo IV da Borgonha, Iolanda reivindicou a sucessão como o membro mais velho de sua família. Porém, o rei Filipe III de França, que foi apontado o árbitro, decidiu em favor do tio da condessa, Roberto.
Em março de 1272, ela casou-se com o futuro conde Roberto III da Flandres, em Auxerre, como sua segunda esposa. Roberto era filho de Guido de Dampierre e de Matilde de Béthune. Eles tiveram cinco filhos.
Iolanda morreu em 2 ou 11 de junho de 1280, e foi enterrada na Igreja de São Francisco, em Nevers, na França.
Seu marido, que tornou-se o conde de Flandres em 1305, morreu em 1322, e foi enterrado na Catedral de São Martinho, na Bélgica.

## Descendência
- Luís I de Nevers (1272 - 24 de julho de 1322), sucessor da mãe. Foi marido da condessa Joana de Rethel, com quem teve dois filhos;
- Roberto de Flandres (m. 1331), conde de Marle. Foi marido de Joana da Bretanha, filha de Artur II, Duque da Bretanha, com quem teve dois filhos;
- Joana de Flandres (15 de outubro de 1333), segunda esposa de Enguerrando IV, Senhor de Coucy. Após a morte do marido, virou abadessa em Sauvoir, próximo a Laon. Sem descendência;
- Iolanda de Flandres (m. janeiro de 1313), casada com Galtiério II, senhor de Enghien. Teve descendência;
- Matilde de Flandres (m. após 13 de janeiro de 1313), esposa de Mateus de Lorena, senhor de Varsberg e de Darney. Sem descendência.